# Mesocletodes fladensis
Mesocletodes fladensis är en kräftdjursart som beskrevs av Wells 1965. Mesocletodes fladensis ingår i släktet Mesocletodes och familjen Argestidae. Inga underarter finns listade i Catalogue of Life.